# Gary Lewis
Gary Lewis (Glasgow, 30 de noviembre de 1957) es un actor británico nacido en Escocia. conocido por sus interpretaciones en películas como Billy Elliot, Gangs of New York, Eragon, His dark materials y Three and Out.

## Biografía
Lewis es buen amigo del actor británico Peter Mullan.
Está casado y tiene un hijo, el actor Marten Stevenson.

## Carrera
Gary Lewis ha participado en papeles importantes en la televisión como por ejemplo en el docudrama Supervolcán.
En 2000 se unió al elenco de la exitosa película Billy Elliot, donde dio vida a Jackie Elliot, el padre de Billy Elliot (Jamie Bell). En 2008 apareció por última vez como invitado en la serie Taggart, donde dio vida a Donald Booth en el episodio "Homesick", habiendo aparecido anteriormente por primera vez en la serie en 1996, cuando dio vida al abogado de Price durante el episodio "Devil's Advocate".

## Filmografía

### Televisión
| Año             | Título             | Personaje         | Notas                   |
| --------------- | ------------------ | ----------------- | ----------------------- |
| 2019            | His Dark Materials | Thorold           | -                       |
| 2016 - presente | The Level          | Gil Devlin        | -                       |
| 2016 - presente | One of Us          | Alastair          | 2 episodios - miniserie |
| 2014 - 2016     | Outlander          | Colum MacKenzie   | 7 episodios             |
| 2015            | Stonemouth         | Mike MacAvett     | 2 episodios             |
| 2014            | The Smoke          | Hamish            | Episodio # 1.6          |
| 2014            | Silent Witness     | Detective MacNeil | 2 episodios             |
| 2011 - 2012     | Merlín             | Alator            | 2 episodios             |
| 2011            | Outcasts           | Pak               | Episodio # 1.5          |
| 2008            | Taggart            | Donald Booth      | Episodio: "Homesick"    |

### Cine
- Shallow Grave 1994 (visitante)
- La canción de Carla 1996
- Orphans 1997 (Thomas)
- Mi nombre es Joe, 1998 (Shanks)
- One Life Stand, 2000 (Jackie)
- Rob of the Rovers, 2000 (Rob)
- What Where, 2000 (Bom/Bim/Bem)
- Billy Elliot, 2000 (Jackie Elliot)
- The Escapist, 2001 (Ron)
- Gangs of New York, 2002 (McGloin)
- Pure, 2002 (Detective French)
- Solid Air, 2003 (John Doran)
- Boudica (Magior el chamán)
- Ae Fond Kiss..., 2004 (Danny)
- Supervolcán, (TV) 2005 (Jock Galvin)
- Joyeux Noël, 2005 (Palmer)
- Goal! 2005 (Mal Braithwaite)
- Cargo, 2006 (Herman)
- True North, 2006 (The Skipper)
- Eragon, 2006 (Hrothgar)
- Ecstasy  (2008) (Sr. Taxista)
- Three and Out  2008 (Callaghan)
- Valhalla Rising 2009 (Kare)
- Neds 2010, (Profesor)
- Libertador (2013) (Coronel James Rooke)
- My Son (2021) (Inspector Roy)
- The Marvels (2023) (Emperador Dro'ge)

## Premios y nominaciones
| Año  | Categoría | Premio                                  | Trabajo nominado | Resultado |
| ---- | --- | --------------------------------------- | ---------------- | --------- |
| 2010 | Best Supporting Actor                                                                                                 | BAFTA TV Award                          | Mo               | Nominado  |
| 2001 | Outstanding Performance by the Cast of a Theatrical Motion Picture (junto a Jamie Bell, Jamie Draven & Julie Walters) | Screen Actors Guild Award               | Billy Elliot     | Nominados |
| 2001 | Best Performance by an Actor in a Supporting Role                                                                     | BAFTA TV Award                          | Billy Elliot     | Nominado  |
| 2001 | British Actor of the Year                                                                                             | ALFS Award                              | Billy Elliot     | Nominado  |
| 2001 | Best Actor | Flaiano Film Festival Award             | Billy Elliot     | Ganador   |
| 1998 | Best Actor | Gijón International Film Festival Award | Orphans          | Ganador   |